# 工業安全系統
工業安全系統（Industrial safety system）是在有危害物質的工廠中（例如石化廠及核電廠）中使用的安全系統。在製程超過其控制邊界時，保護人員、工廠及環境的安全。如其名稱所述的，工業安全系統的目的不是為了控制製程本身，而是為了保護用。程序控制會由程序控制系統進行，但會和工業安全系統互鎖，以便在程序控制系統失效時可以採取緊急措施。
工業安全系統和程序控制系統常整合成一個系統，稱為整合式控制及安全系統（Integrated Control and Safety System，ICSS）。
工業安全系統一般會選用專用的系統，至少經過SIL 2的認證，而程序控制系統可以選用SIL 1的即可。安全完整性等級（SIL）會針對硬體及軟體都有對應的要求，例如電路板及處理器的冗餘，以及投票機能（voting function）等。

## 工業安全系統種類
在製程產業中，工業安全系統主要分為三種：
- 製程安全系統（Process Safety System）或製程關斷系統（Process Shutdown System）（PSS）
- 安全關斷系統（Safety Shutdown System，SSS）：包括緊急關斷（Emergency Shutdown，ESD）及緊急卸压（Emergency Depressurization，EDP）系統。

## 緊急關斷
緊急關斷系統也可以依ESD/EDP的程度來定義：
- 一級緊急關斷（ESD level 1）：處理一般工廠區域的關斷，若有需要，可以啟動二級緊急關斷。此層及只能由工廠的中控室啟動。
- 二級緊急關斷（ESD level 2）：此層級關斷並且將各緊急關斷區域隔離，若有需要，啟動必要的緊急卸压（EDP）。
- 三級緊急關斷（ESD level 3）：提供「液體庫存遏制」（liquid inventory containment）。

### 安全關斷系統
安全關斷系統（SSS）在緊急的狀態下，將設備關斷為安全的狀態，因此保護人員、環境及資產。安全關斷系統需管理所有緊急關斷機能有關的輸入及輸出（人員及環境的保護）。安全關斷系統也可以接收主火災及氣體安全系統的訊號。

### 火災和氣體安全系統
火災和氣體安全系統（fire and gas system，FGS）的主要目的是避免人員、環境及工廠（設備及結構）因火災和氣體而有傷亡或破壞。
火災和氣體安全系統會用以下的方式來達到其目的：
- 早期偵測可燃性氣體的存在。
- 早期偵測可燃性液體（液化石油氣及液化天然氣）的流出。
- 早期偵測初起火警及火災。
- 依要求提供自動及／或手動啟動防火設備（英语：fire protection）的機能。
- 調整環境情形，使液體低於其閃點[2]
- 若偵測到危害，啟動聲音或是可以看到的訊號作為警示。
- 若二個或三個偵測器中，有二個已經觸發，啟動自動設備關斷及通風裝置。
- 啟動排氣系統[3]

## 緊急卸压
由於程序的緊急關斷，可能會有些殘存的可燃流體，這些流體需要排掉以避免一些危險的後果（例如容器或是管路中的壓力上昇）。因此緊急卸压（EDP）系統會和緊急關斷（ESD）系統一起使用，以安全的方式將殘存的流體排到安全的區域。

## 壓力安全閥
壓力安全閥（Pressure safety valve，PSV）是一種機械設備，在其他的安全系統都無法正常工作時，作最後一道的安全裝置。壓力安全閥會接在高壓管路上，在緊急時卸压，避免壓力累積，也避免壓力容器因壓力過大而爆裂。

## 安全系統及供應商的例子
1. 洛克威爾自動化公司的 Trusted & AAdvance
2. 橫河電機的 Prosafe SLS (Maglog) and Prosafe RS
3. Honeywell的 Safety Manager
4. HIMA的HIMAX System
5. Invensys（現在的施耐德电气）的 Triconex[4]
6. ABB的Safeguard and System 800xA HI[5]
7. 西门子公司的S7-400
8. 艾默生的 DeltaV SIS

## 外部連結
- http://www.rockwellautomation.com/icstriplex/overview.page （页面存档备份，存于）
- https://web.archive.org/web/20160907092315/http://iom.invensys.com/EN/Pages/triconex.aspx
- https://www.honeywellprocess.com/en-US/explore/products/control-monitoring-and-safety-systems/safety-systems/safetymanager/Pages/default.aspx （页面存档备份，存于）
- http://www.hima.com/Products/HIMax_default.php （页面存档备份，存于）